# Leer
Leer là một thị xã ở huyện Leer, tây bắc Lower Saxony, Đức. Đô thị này có diện tích 70,3 km². Leer nằm bên sông Ems, biên giới với Hà Lan.

## Dân địa phương nổi tiếng
- Focko Ukena
- Ubbo Emmius
- Wilhelmine Siefkes
- Bernhard Bavink
- Ernst Reuter
- Johann Ludwig Hinrichs
- Hans-Peter Geerdes
- Karl Dall
- Friedel Grützmacher
- Gustaaf Willem baron van Imhoff